# Jan Davidszoon de Heem

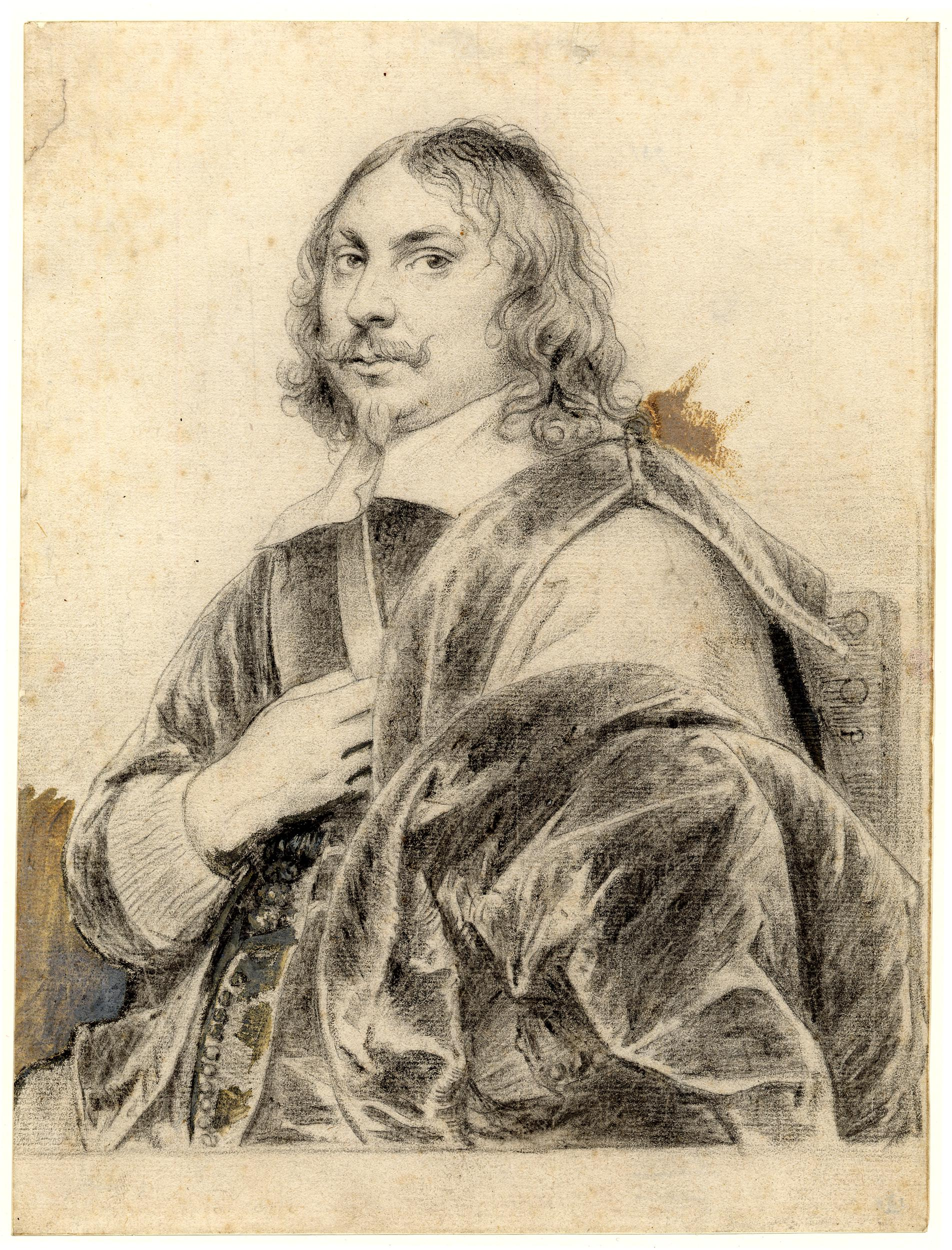
Porträtt av Jan Davidszoon de Heem av Jan Lievens

Jan Davidszoon de Heem, född 1606 i Utrecht, död 1684 i Antwerpen, var en holländsk konstnär, mest känd för sina blomsterstilleben.

## Biografi
Jan Davidszoon de Heems far hette David van Antwerpen och kom därifrån, men när Jan föddes 1606 hade familjen flyttat till Utrecht, förmodligen av religiösa skäl. Jan de Heem antog inte det efternamn han är känd under förrän 1628. Fadern dog 1612 och modern gifte om sig med en bokbindare och bokförsäljare.
Det finns inga källor som visar vem hans lärare i måleri var, men en signerad målning från 1628 är så lik Balthasar van der Asts stil att man kan utgå från att van der Ast var de Heems läromästare. 1626 flyttade han till Leiden där han kom att påverkas av andra målare, exempelvis Pieter Claesz. 1635 flyttade han till Antwerpen. Det har påståtts av den samtida konsthistorikern Sandrart att det berodde på att han där kunde få tag i frukt att måla av som var av högre kvalité. I Antwerpen kom han att påverkas av målare som Frans Snyders, Adriaen van Utrecht och Daniel Seghers och där kom de Heem att utveckla en egen syntes av alla sina influenser som han sedan använde sig av under resten av sin karriär. På 1640-talet målade han ofta stora komplexa kompositioner för att senare koncentrera sig på mindre blomsterstilleben.
De Heems påverkan på blomstermålarna i Nederländerna var stor. Inte förrän med Jan van Huysum på 1710-talet kom stilen att förändras från den som de Heem utvecklade. Typiskt för den stilen var varierade arrangemangen med en naturligare komposition av buketterna är sina föregångare där han lät vissa blommor skymma andra istället för försöka att framhålla dem alla. Buketterna innehöll ofta mycket blad och långa skarpt böjda kornstjälkar som ett sammanhållande kompositionselement. Därtill en stark och onaturlig chiaroscuro, och en låg tonalitet.
Jan de Heem hade stor ekonomisk framgång och blev känd i sin egen samtid. Det var förmodligen i stor utsträckning han som var orsaken till hela blomsterstilleben-genrens uppsving på 1660-talet. En annan orsak till hans inflytande är att han hade många elever, däribland två söner varav Cornelis Janszoon de Heem är mest känd.

## De Heem i Sverige
Jan Davidszoon de Heem är representerad bland annat på Nationalmuseum i Stockholm och i Johnsonsamlingen på Bohusläns museum i Uddevalla.

## Galleri (i urval)

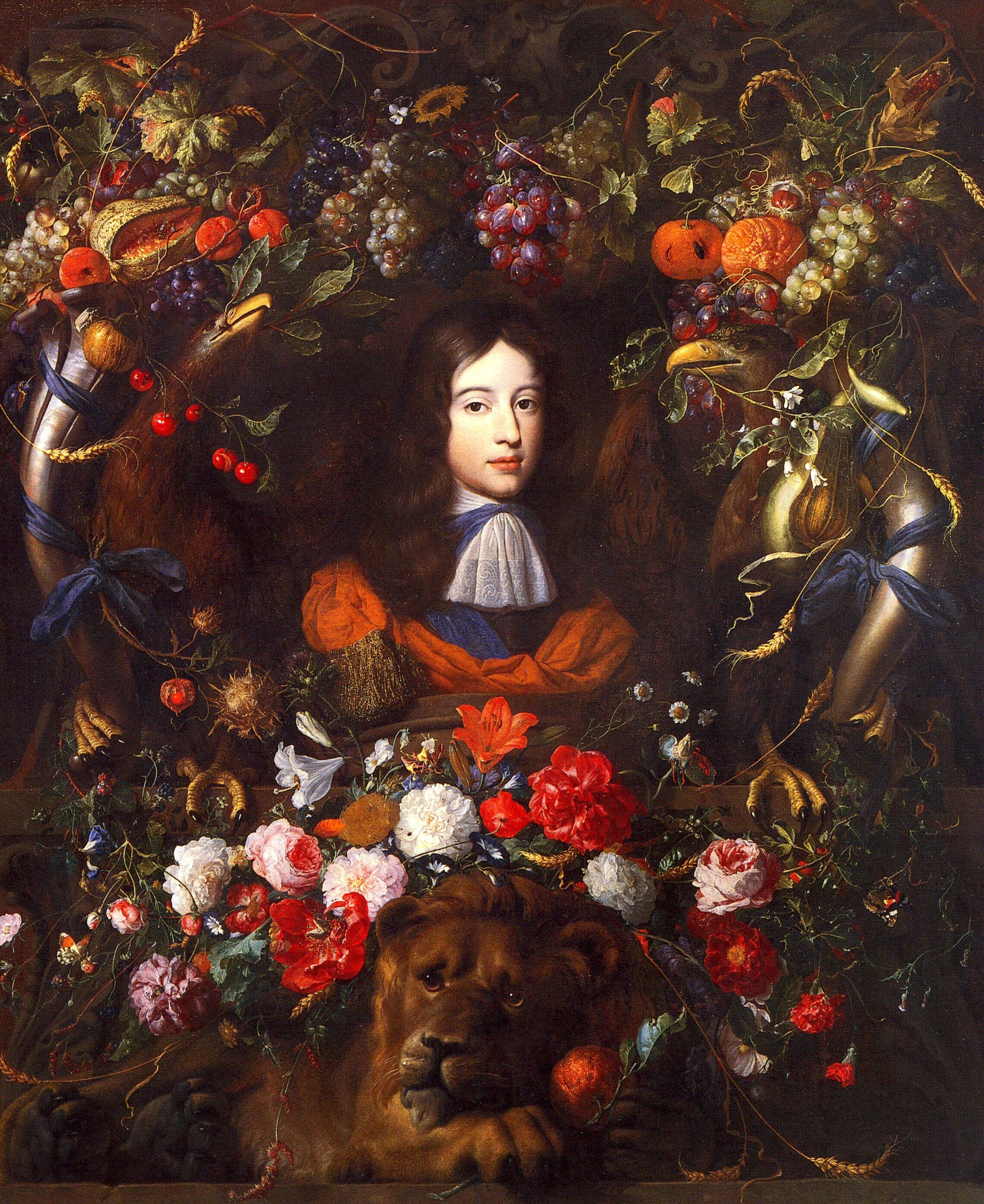
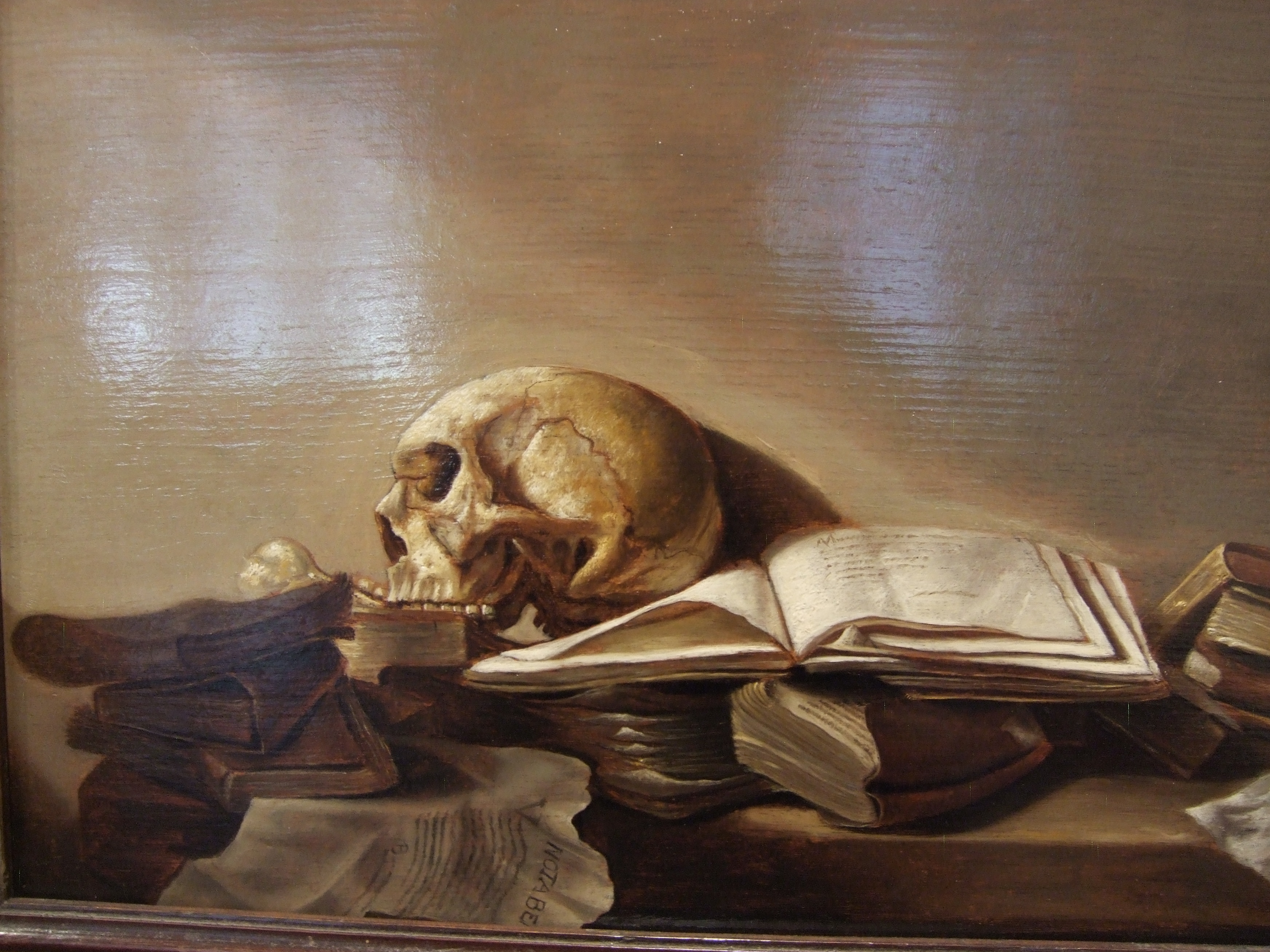
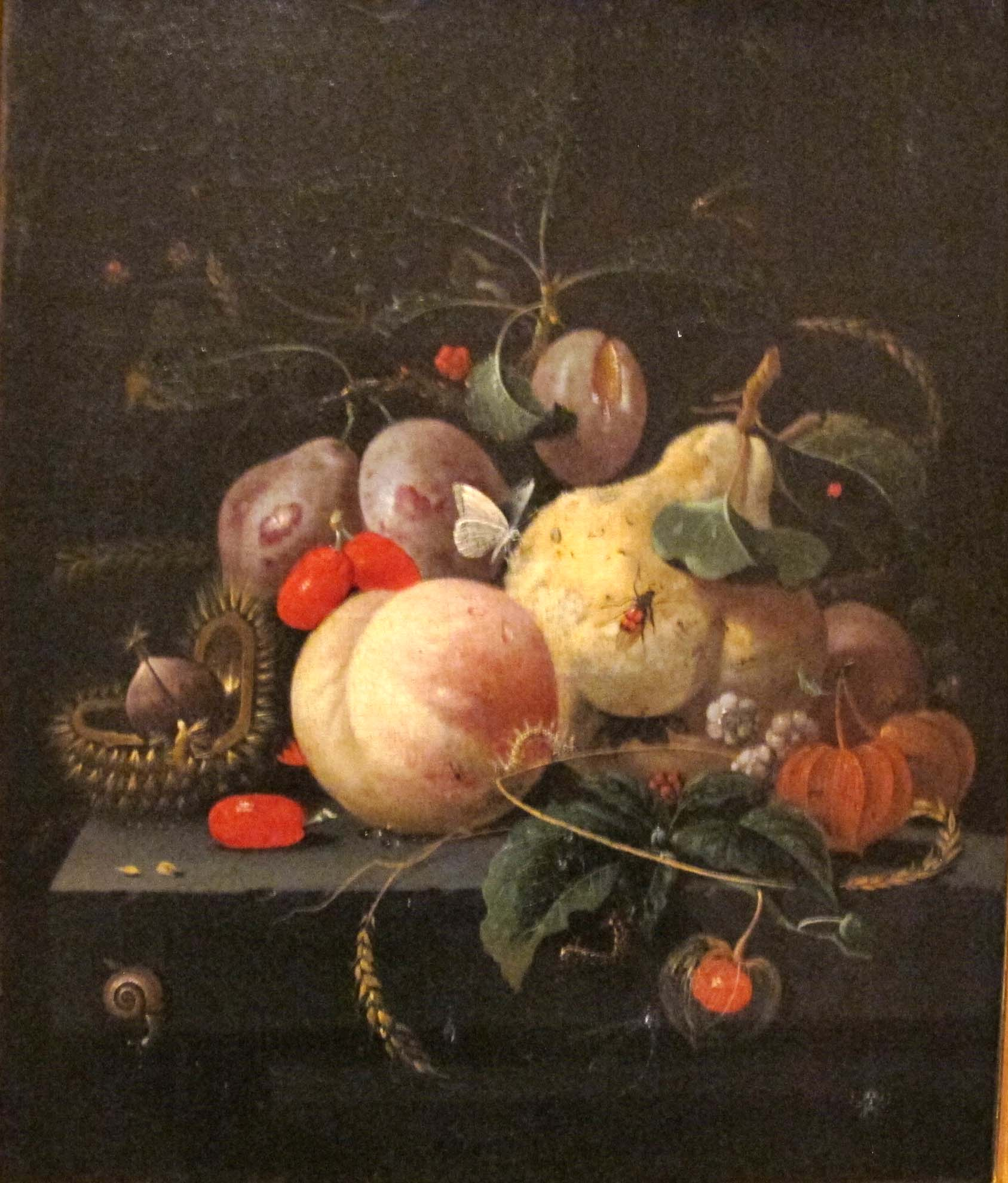